# 太原古县城

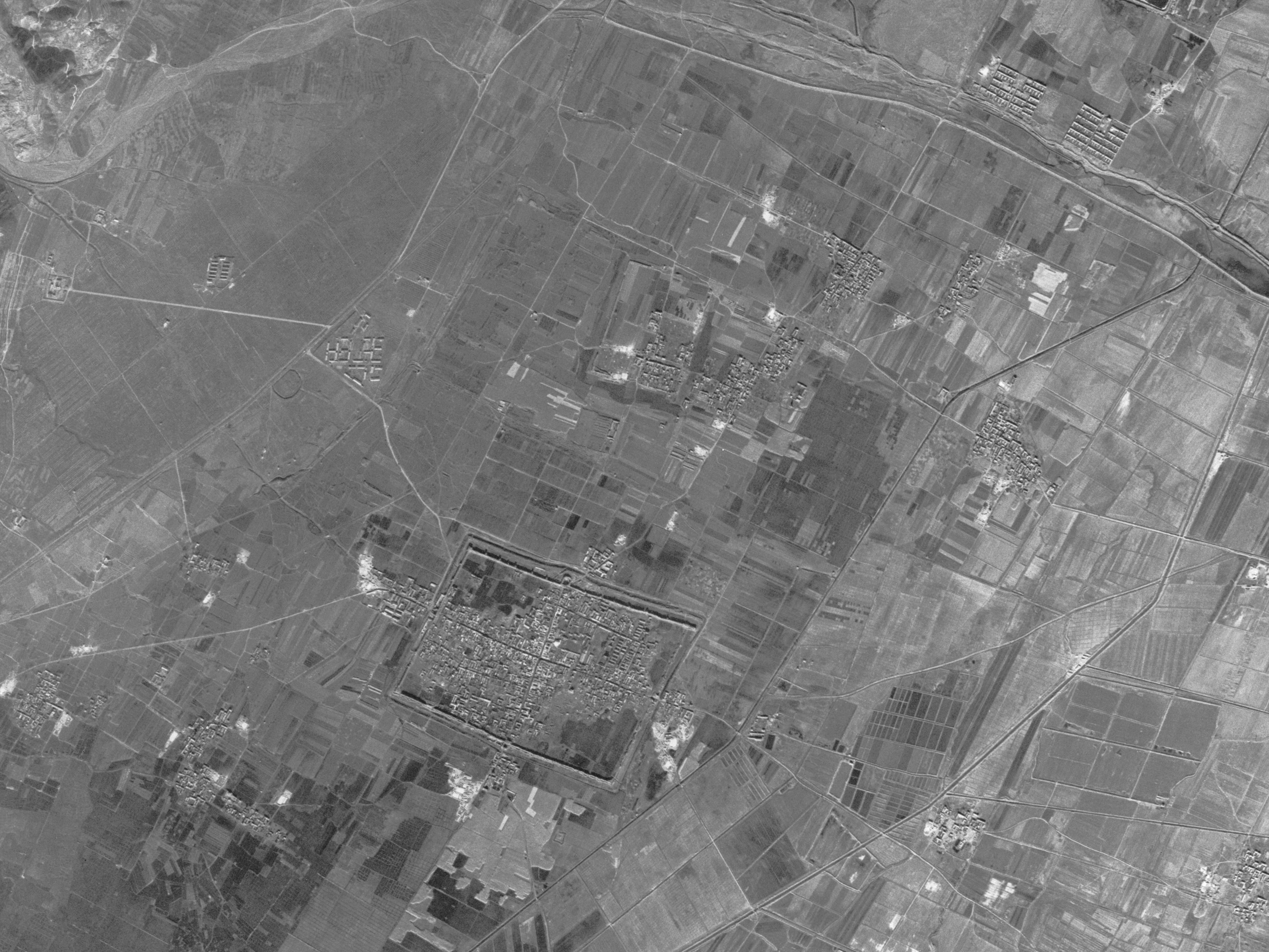
太原古县城（下）和晋阳古城遗址（上）卫星图（1968年）

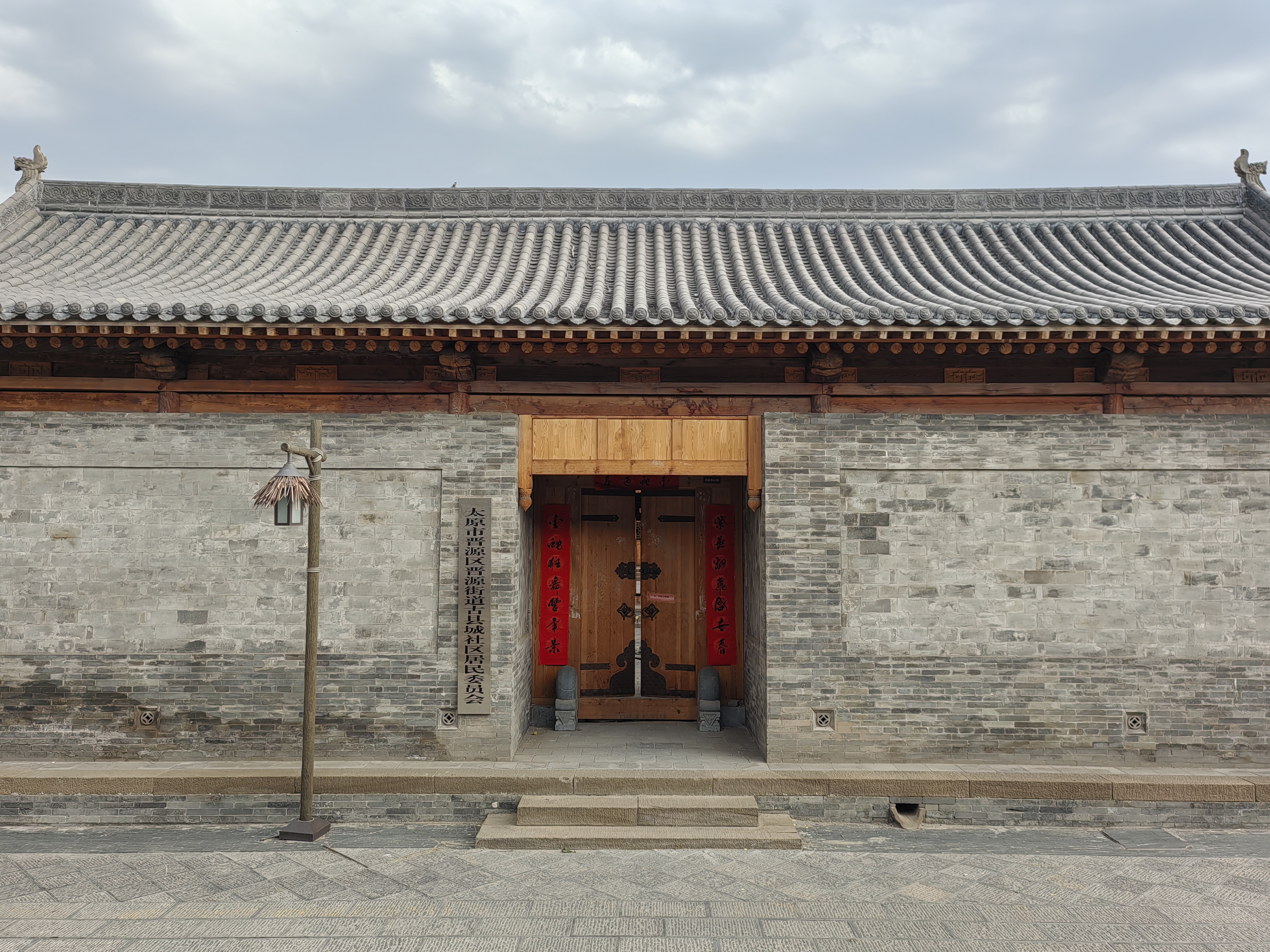
太原市晉源區晉源街道古縣城社區居民委員會

太原古县城，俗称「凤凰城」，因其始建于明代而被称为明太原县城，位于中华人民共和国山西省太原市晋源区的晋阳古城遗址之上，始建于明洪武八年（1375年），占地面积约0.8平方公里。城内现存文物建筑79处，由太原市政府挂牌保护的历史建筑达49处，其中，太原县文庙被列为全国重点文物保护单位。太原古县城城墙分东、南、西、北四面，且全面合拢，全长3700米，总建筑面积77000平方米。
明洪武四年（1371年），平晋县治所移于汾水以西，原北宋初年被宋太宗焚毁的晋阳城南关上。洪武八年（1375年），平晋县改名为太原县。景泰元年（1450年），知县刘敏开始在旧基之上筑城。至1950年代，城墙逐渐被毁，仅存百余米遗迹、西城门和北城门。
2012年，太原古县城修复工程启动，并在历经八年修葺后于2021年5月1日正式开放。
明太原县城已列为山西省历史文化街区。

## 发展历史
前497年，晋国公卿趙簡子家臣董安在西依悬瓮山、东临汾河一带据险筑城，因在晋水之阳，取名晋阳。
宋太平兴国四年（979年），北汉劉繼元降宋，晋阳城始为北宋治下。因痛恨晋阳人民的顽强抵抗，且忌惮五代晋阳三称帝，惧怕晋阳再出「真龙天子」，宋太宗赵光义降诏烧毁晋阳古城，于晋阳故城北（今太原市小店区一带）新筑平晋县城，后又选择在东北方向十余公里的唐明镇（今太原老城区）修筑城墙，兴建了太原府城，太原府城与县城从此分治。
明朝初年，平晋县城被洪水淹溢，山西巡抚和太原知府上报朝廷，请求朝廷重建。经核准后，公元1375年，开始在汾河以西晋阳古城遗址上的南关村重建县城，是为太原县城。明嘉靖《太原县志》记载：“景泰元年（1450），知县刘敏因旧基始筑城，周围七里，高三丈，壕深一丈。”尔后的正德、嘉靖年间，县城多次增补加固。明清两朝，太原府城和太原县城并存，具有隶属关系。
民国时期，太原老城区被称为太原府城，晋源镇则被称为太原县城。废府存县後，沿用了1200多年的太原府被撤销，太原市产生。而原太原县则改名为晋源县，取其“晋水之源”之意。
抗日战争时期，太原古县城曾为太原县牺牲救国同盟会所在地。至第二次国共内战时期，县城城墙因战火损毁严重，西北、西南段城墙已被炸成豁口。为保护城池，阎锡山命人拆去城墙部分建筑，并在县城兴建了碉堡、炮台等防御工事。
1958年开始，晋源人民公社在北河下兴建“万头猪场”，组织群众拆古城墙砖来盖猪舍，引来周围群众纷纷效仿。随后的1966年，在文化大革命初期“破四旧”运动中，县城三分之二的古建筑被毁坏，大量古建筑被破坏，幸存部分也损毁严重。70年代以后，因附近村庄的“盖房热”热潮，县城仅剩的城墙、城壕等被大量推倒填平。最终，在遭到多次破坏下，古城仅有西、北两个城门与西北角和南门附近的部分夯土城墙得以幸存。
2011年，太原古县城被列入国家级历史文化街区。两年后的2013年，明太原县城保护工作全面启动，原定于2019年二青会之前开城迎客，后推迟。2021年5月1日，太原古县城在历经八年修复后正式开放。

## 地理环境
古县城东北与晋阳湖遥遥相望，西南与晋祠相隔数里，西靠吕梁山余脉，山体一线凿有众多石窟造像，与寺庙禅院共同构成了古晋阳城的宗教祭祀区。
周边旅游资源丰富，靠近太山、天龙山、蒙山、晋祠等景区。

## 整体布局

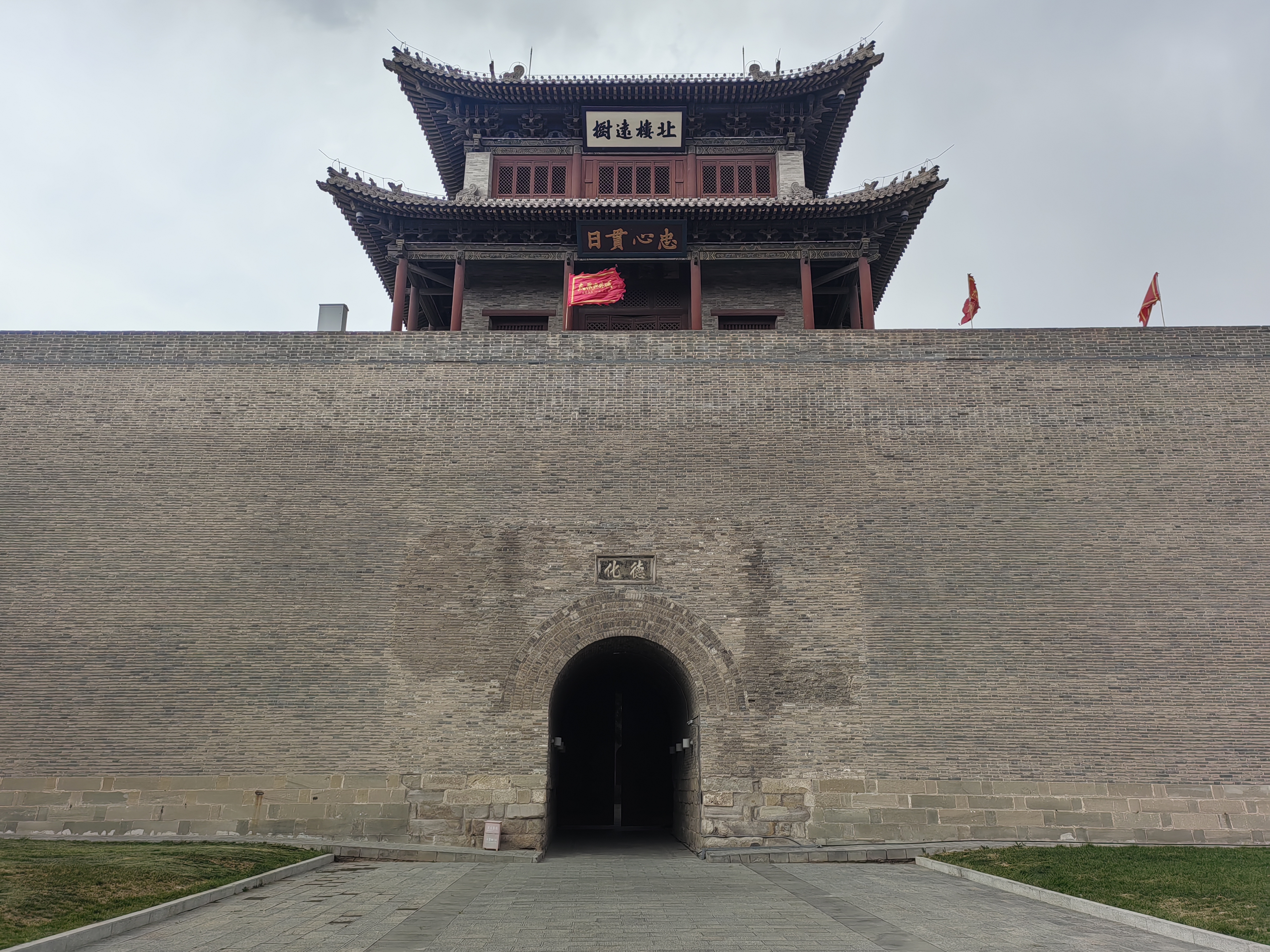
北門向內稱「德化門」

古城整体布局定格于明景泰年间，为沿袭原晋阳城“城池凤翔余”的建筑格局。其东西两门为凤之双翼，南门为凤尾，北门及瓮城则为凤首。瓮城中有两口水井，为凤之双目。整体来看，如一只头北尾南的凤凰展翅高飞，古城因而被称作“凤凰城”。

## 主要景點
- 文庙

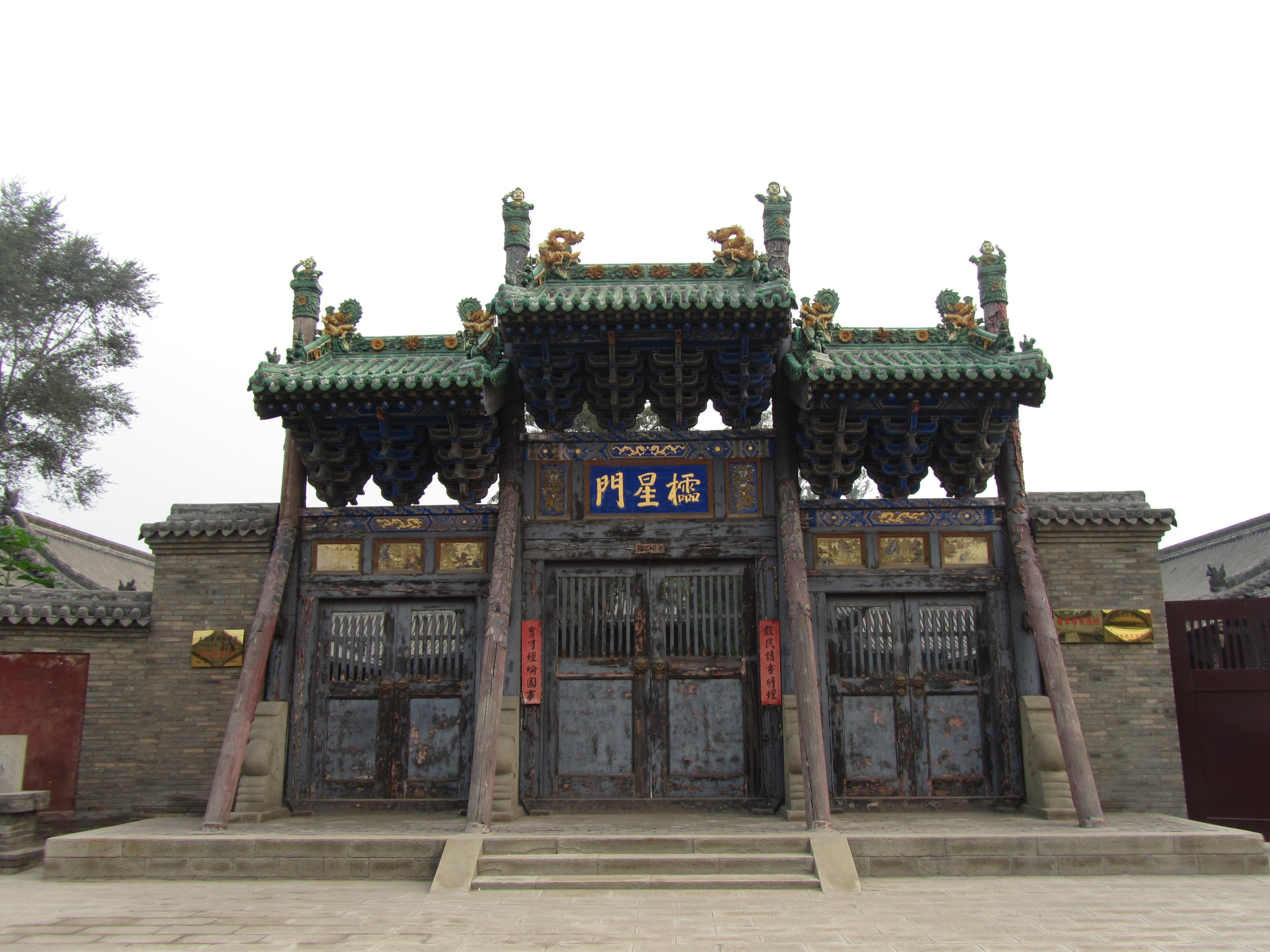
晋源文廟（太原县文廟）

为全国重点文物保护单位。始建于明洪武六年（1373年），是由知县潘原英从平晋县城迁徙而建，此后历经增补修缮。文庙历来是县学所在，直至清光绪末年废除科举，县学停摆，因此荒废。
- 县衙

原县城权力机关所在，总占地面积35700平方米。始建于明初，其后屢有增修。
- 五道庙

供奉神话传说中五道将军的寺庙。古县城内曾有二十二座五道庙，至2021年為止，只余4座。
- 城隍庙

位于县城南街之东的城隍庙街，左有奶奶庙，右为梁公祠，其庙南向，占地面积约28,600平方米。城隍神为过去习俗中的县城守护神，因而拥有崇高地位。
- 东岳祠

现为市级文物保护单位。祠中主要供奉東嶽大帝，称“东岳泰山之神”；西面院则供奉碧霞元君，称“泰山奶奶”。
- 魁星楼

为古代城市供奉掌握文运之神魁星之地。
- 关帝庙

创建于明嘉靖以前，当地人称“老爷庙”。庙中供奉着以“忠、孝、节、义”著称的武圣关羽。
- 晋源基督教堂

或称太原县福音堂，原由挪威教士达亚拿于民国2年（1913年）设立，后因信教者逐渐增多，遂由牧师聂尔德等购置一所房屋及3亩空地，修建起32间房屋，正式建成了教堂。曾为县城内基督教传教布道场所。
- 金牛湖公园

位于古城东南角低洼处，由金牛湖与环湖的明清风格仿古建筑群组成，总占地面积约40,000平方米。金牛湖直通城外护城河，是县城排洪的重要通道。
- 玉皇庙

现为区级文物保护单位。位于县城西门北，始建于明嘉靖年间，现存部分多为清代所建，是供奉玉皇大帝的庙宇。为坐北向南的四合院建筑，分为东、西两院，院内东西厢房各三间。其中大殿占地面积72平方米，殿内有神龛，内塑玉皇大帝像。左右各有偏殿三间，其中东偏殿有鲁班殿和小大王庙。
玉皇庙原于20世纪60年代被西街村委会改造为大队办公楼，部分古迹遭到破坏。1998年，村委会应当地群众要求，重建了部分古建，并在十二辰殿另塑了十二尊像。
- 窑神庙

位于古县城西街西端小西街北端路西，首创于清康熙年间，乃是西山煤窑的集聚之所。建庙祭祀窑神，为主管煤窑之神。自民国年间，祭祀中断，庙宇改为九院煤矿所属的矿业工会。